# Джей (село)
Джей (перс. جی‎) — село на севере Ирана, в остане Альборз. Входит в состав шахрестана Кередж. Является частью дехестана (сельского округа) Адеран бахша Асара.

## География
Село находится в восточной части Альборза, в горной местности южной части Эльбурса, на расстоянии приблизительно 11 километров к северо-востоку от Кереджа, административного центра провинции. Абсолютная высота — 2044 метра над уровнем моря.

## Население
По данным переписи 2006 года население села составляло 332 человека (163 мужчины и 169 женщин). В Джее насчитывалось 113 домохозяйств. Уровень грамотности населения составлял 81,02 %. Уровень грамотности среди мужчин составлял 83,44 %, среди женщин — 78,7 %.